# Adore
Adore — четвёртый студийный альбом американской рок-группы The Smashing Pumpkins, выпущенный 2 июня 1998 года на лейбле Virgin Records. После коммерческого успеха диска Mellon Collie and the Infinite Sadness и последующего мирового турне, альбом Adore считался «одним из самых ожидаемых релизов 1998 года». Однако запись альбома оказалась непростой задачей для коллектива, так как на музыкантов давили давнишние междоусобные трения и неопределённость в выборе жанрового направления, также свою лепту внёс «груз успеха» трёх предыдущих дисков и уход барабанщика Джимми Чемберлина. Фронтмен Билли Корган позже охарактеризовал период записи Adore как «раскол группы».
В результате материал звучал намного более сдержано, нежели предыдущие работы коллектива, и содержал множество электронных элементов, Грег Кот из Rolling Stone описал новое звучание The Smashing Pumpkins словами «полный разрыв с прошлым». Adore расколол фанатов группы на два лагеря и продавался заметно хуже, нежели их предыдущие диски. Тем не менее он был хорошо принят критиками и стал третьим альбомом коллектива, который был выдвинут на соискание «Грэмми» в номинации «Лучший альтернативный альбом». В сентябре 2014 года Adore был переиздан, новый релиз включал оригинальный материал, прошедший процедуру ремастеринга, а также различные бонусы. Переиздание было выпущено на компакт-дисках и виниле, как часть проекта по переизданию музыкального каталога группы 1991—2000 годов.

## Предыстория
Успех Mellon Collie and the Infinite Sadness превратил The Smashing Pumpkins в одну из самых успешных групп альтернативной рок-сцены. Тем не менее коллектив начал уставать от своего фирменного стиля — хард-рока, который был основным на всех предыдущих дисках группы. Музыканты начали экспериментировать с жанрами ещё в период записи Mellon Collie and the Infinite Sadness, а после того, как нетипичный для них по звуку сингл «1979» занял верхние строчки чартов, группа решила сконцентрироваться на электронном звучании. Во время турне Infinite Sadness tour Билли Корган столкнулся со множеством тяжёлых проблем, среди которых были музыкальное «перегорание», отсутствие Джимми Чемберлина, который был его «лучшим другом и родственной душой в плане музыкальных вкусов», развод с женой и смерть его матери от рака.
В этот период группа записала два трека для кинофильмов «Шоссе в никуда» и «Бэтмен навсегда» — «Eye» и «The End Is the Beginning Is the End», соответственно. Обе песни содержали электронные элементы, однако в них также присутствовал хард-рок; один из рецензентов, назвавший эти синглы «мощными и полными энергии», после их выхода счёл неправоподобным заявление Коргана о том, что группа собирается отказаться от рока в стиле Black Sabbath. Тем не менее новый материал, который сочинял Корган, в самом деле состоял в основном из простых акустических песен. В феврале 1997 года Корган, Джеймс Иха, Д’арси Рецки и Мэтт Уокер провели несколько дней в студии, записывая демоматериал «вживую», и надеялись, что весь альбом удастся записать быстро таким образом. Корган поначалу стремился сохранить интерес музыкантов к экспериментам, вдохновлённый прогрессивным роком, но вскоре усомнился в этом стиле и начал работу над гибридом фолк-рока и электроники, который был бы одновременно «древним» и «футуристическим».

## Запись
Группа записала в студии около 30 песен, музыканты даже размышляли о выпуске двойного альбома. Однако впоследствии количество треков было сокращено до 14.
После участия летом 1997 года в нескольких фестивалях группа приступила к работе на нескольких чикагских студиях с продюсером Брэдом Вудом, с которым Корган работал ранее — в начале 1990-х. В то время как предыдущий альбом был записан при полном участии всего коллектива, совместной работы музыкантов во время новых сессий не получалось из-за Коргана, который после расставания с Чемберлином предпочитал в основном работать в одиночку. Вуд тоже не мог удовлетворить амбиции фронтмена, таким образом, после шести недель «мытарств» в Чикаго, группа — без Вуда и Мэтта Уокера — переехала в Лос-Анджелес и начала работать в студии Sunset Sound, де-факто с Корганом в качестве продюсера.
Музыканты арендовали дом, надеясь, что совместное проживание поспособствует улучшению отношений внутри коллектива и творческой атмосфере во время записи. Однако, по словам Коргана, Иха отказался жить в этом доме и вообще редко посещал группу. Сессии по-прежнему продвигались «черепашьим темпом», не в последнюю очередь благодаря сложной технической составляющей записи. За неимением барабанщика группа использовала драм-машину, подобно тому, как это было в период её становления. Корган также пригласил двух ударников со стороны — Джоуи Уоронкера из группы Бека, и Мэтт Кэмерона из Soundgarden и Pearl Jam, — которые помогли ему на некоторых треках. Бон Харрис из Nitzer Ebb внёс свою лепту в электронную составляющую (секвенции и звуки) на восьми треках альбома, по большей части ему был дан полный творческий карт-бланш.
По просьбе менеджеров коллектива одну песню — «Let Me Give the World to You» — был приглашён спродюсировать Рик Рубин, но в итоге она была забракована и позже её перезаписали для диска Machina II/The Friends & Enemies of Modern Music. Когда было записано около тридцати песен, Корган почувствовал, что «пора заканчивать», и пригласил сопродюсера Mellon Collie Марка Эллиса помочь завершить запись, довести её «до ума» и смикшировать песни. Позднее Корган признался, что очень часто употреблял к экстази и другие наркотики во время сочинения и записи Adore.
Художественным оформлением альбома занимались Фрэнк Олински, сам Корган и его тогдашняя подруга — Елена Емчук. Обложки для альбома и его синглов состояли почти полностью из чёрно-белых фотографий, снятых Емчук, на многих из них (в том числе на обложке альбома) фигурирует модель Эми Вессон.

### Музыка
Корган сознательно приступил к расширению границ звука и смысловой нагрузки текстов The Smashing Pumpkins, пояснив: «Я больше не обращаюсь к подросткам. Теперь я обращаюсь ко всем. Это более широкий диалог. Я обращаюсь к людям, которые старше меня и моложе меня, а также к своему поколению». Он сказал, что большая часть записи была попыткой вернуться «к важным музыкальным основам» и творить, отталкиваясь от них. Позднее Корган размышлял, что зациклился в это время на необходимости доказать публике, что является творцом, но такая мотивация «равносильна смерти для любого творца».
Гитары с дисторшном и «живые» ударные — неотъемлемая часть предыдущего звучания группы — отошли на задний план, теперь звуковая палитра включала гораздо больше синтезаторов, драм-машин, акустической гитары и фортепиано. Не менее чем в пяти песнях альбома центральный инструмент — фортепиано, а трек «Appels + Oranjes» содержит только электронные инструменты и вокал Коргана.
Композиция «Tear» была написана для звуковой дорожки кинофильма «Шоссе в никуда», но Дэвид Линч отказался от неё в пользу «Eye». Первая версия «Pug» была записана как «минорно-блюзовый марш смерти» с Мэттом Кэмероном за барабанной установкой, однако на диск попал вариант с драм-машиной. Единственная песня в альбоме, в которой участвует Кэмерон, «For Martha», была посвящена матери Коргана и записана с первого дубля.
Помимо того, что это был первый альбом без Джимми Чемберлина, Adore стал также первым у группы, не содержавшим авторского материала от Джеймса Иха, который в тот же период работал над своим сольным диском Let It Come Down. Тем не менее он внёс вклад в популяризацию Adore, написав песню «Summer», которая вышла на би-сайде сингла «Perfect».

## Выпуск и продвижение
В период записи альбома возникало множество слухов относительно его звучания. Ещё летом 1997 года Корган говорил, что группа движется в сторону гитарного хэви-метала и электронной музыки в духе «The End is the Beginning is the End» (лето 1997 года), но менеджеры группы сообщали, что альбом будет полностью акустическим. В начале 1998 года Корган описал ожадаемое звучание выражением «мистическая ночная музыка», пояснив: «Люди, которые говорят, что это будет акустика, ошибаются. Люди, которые говорят, что это будет электроника, ошибаются. Люди, которые говорят, что это будет звучание The Smashing Pumpkins, ошибаются. Я постараюсь сделать нечто, что невозможно описать словами».
Adore был выпущен 1 июня 1998 года в большинстве стран мира, в тот же день состоялась премьера видеоклипа на первый сингл диска — «Ave Adore». Буклет альбома и музыкальное видео продемонстрировал новый, готический имидж группы. Второй сингл, «Perfect», также сопровождался клипом, который дебютировал 16 августа.
Альбом имел скромный коммерческий успех, он стартовал в чарте Billboard со второй строчки, а его продажи составили 174 тысячи копий . Диск получил платиновый сертификат от RIAA пять недель спустя, но вскоре покинул чарты, таким образом даже не приблизившись к показателям продаж предыдущих работ группы. Два дополнительных промосингла, «Crestfallen» и «To Sheila», были выпущены исключительно для радиостанций, но они не изменили ситуацию — спрос на альбом остался невысоким. По состоянию на март 2016 года, Adore был продан в количестве 1,1 миллиона экземпляров в США и по крайней мере в три раза больше по всему миру.

### Evening with The Smashing Pumpkins
По окончании гастролей Infinite Sadness Tour группа приступила к организации нового масштабного турне под названием Evening with The Smashing Pumpkins (рус. Вечер с The Smashing Pumpkins), всего было запланировано 36 концертов по всему миру. За границей для выступлений группы была подобрана, по определению журнала Rolling Stone, «эклектичная смесь интересных площадок». Концерты проводились, среди прочего, на крыше музыкального магазина FNAC в Париже, в ботаническом саду Брюсселя, на Каннском кинофестивале и в Международном грузовом порту Сиднея. В Соединённых Штатах музыканты передавали 100 % прибыли от продаж билетов на концерты в местные благотворительные организации, а один из концертов тура, в Миннеаполисе, был бесплатным, музыканты выступили перед аудиторией более чем 110 тысяч зрителей, установив своеобразный рекорд этого мероприятия. Желающих было столь много, что некоторая публика располагалась на рекламных щитах и близлежащих крышах. Фигурировали данные, что на этот концерт даже сбежала одна из заключенных местного исправительного учреждения — семнадцатилетняя Памела Кири. По итогам турне группа перечислила более 2,8 млн долларов на благотворительность.
Концертный состав The Smashing Pumpkins был самым впечатляющим за всё время существования коллектива, так в числе музыкантов были Кенни Аронофф (ударник Джона Мелленкампа и Мелиссы Этеридж), перкуссионисты Дэн Моррис и Стивен Хаджес и сессионный пианист Дэвида Боуи Майк Гарсон. Также было оговорено участие скрипачки Лизы Германо, но в итоге она не попала в гастрольный состав. Музыкальная программа строилась вокруг материала из Adore, к которому были добавлены несколько переработанных песен из предыдущего диска, а композиции, выпущенные до 1995 года не были использованы вовсе; таким образом Корган отказался от большей части радиохитов и любимых треков публики.
Годы спустя Корган жалел о решении пригласить двух дополнительных перкуссионистов в дополнение к Ароноффу, вместо того чтобы просто использовать лупы ударных. По словам Коргана, Ароноффа, обладавшего безукоризненным чувством ритма, это сводило с ума, поскольку один из добавочных перкуссионистов спешил, а другой отставал. Аронофф жаловался фронтмену, что постоянно слышит что-то, что не попадает в ритм, и чувствует себя из-за этого как будто под влиянием ЛСД. Выступать с Гарсоном тоже было трудно, хотя Корган признаётся в своём уважении к нему как к музыканту: «40 лет назад он принял решение, что будет жить в интуитивном потоке собственных чувств, поэтому он буквально не может играть одно и то же дважды. Поэтому у нас были концерты, на которых он играл волшебно, как на Aladdin Sane, а на следующий день он мог сыграть в прямо противоположной манере — как кабацкий лабух».

## Отзывы критиков и наследие
| Оценки критиков      | Оценки критиков |
| Источник             | Оценка          |
| -------------------- | --------------- |
| Allmusic             | [ 3 ]           |
| Consequence of Sound | A+              |
| Entertainment Weekly | B+              |
| Pitchfork Media      | (8.5/10)        |
| Роберт Кристгау      | [ 59 ]          |
| Rolling Stone        | [ 9 ]           |

В целом музыкальные критики восприняли альбом положительно. Грег Кот из журнала Rolling Stone отмечал, что это «Не только самый интимный альбом группы, но и самый красивый — парад чарующих мелодий и нежных, постепенно раскрывающихся ноктюрнов». Райан Шрайбер из издания Pitchfork Media описал альбом как «лучший подарок от Pumpkins со времён Siamese Dream». В рецензии для портала Allmusic Стивен Томас Эрлевайн описал Adore как «приглушённый, элегический альбом, звучащий удивительно несовременно», хотя и отказал ему в праве считаться «смелым шагом вперёд». В статье газеты The Guardian Adore был отмечен как один из 25 классических альтернативных американских альбомов. Рецензент Джим Дерогатис из Chicago Sun-Times особо отметил лирику альбома, что было символично, так как в 1993 году он критиковал Коргана именно за «по большей части незрелые» тексты; теперь Дерогатис признал, что Корган как поэт заметно прогрессировал. Схожим образом высказался и Райан Шрайбер, который до этого писал, что литературная составляющая Mellon Collie была «хуже некуда», но тексты нового альбома назвал поэтичными, особо выделив песню «To Sheila». Грег Кот подчеркнул в лирике «неясные, сокровенные мечты и насыщенные, порой до неудобного, образы», а Дэвид Браун из Entertainment Weekly назвал тексты «беспокойными и беспокоящими». Музыкальный вклад Рецки и Иха также получил отдельную похвалу — Кот отметил, что «необычные гитарные акценты Иха и сдержанные партии Рецки […] придают Adore тепло и дух товарищества, с которыми не может сравниться ни один другой альбом Pumpkins».
В низких объёмах продаж альбома и его неудаче в чартах Корган вначале винил фанатов группы, а затем своё раннее объявление о том, что предстоящий альбом будет записан в стиле техно. По его словам, Pumpkins могли бы избежать проблем, если бы он сразу сообщил, что Adore — это акустический альбом. Корган отмечал на сайте группы, что даже название альбома не было понято публикой, поясняя, что название Adore (с англ. — «Обожайте») «было шуткой, которая ни до кого не дошла», представляя собой каламбур со словом «Дверь» (англ. A Door). Подразумевалось, что с этим альбомом группа вступает в новую стадию в своём творчестве. Тем не менее к концу 1998 года Корган, который позднее назвал сочинение и запись Adore одним из самых травматичных событий в своей жизни, уже сочинял материал для новой пластинки, а Джимми Чемберлин снова присоединился к группе.
«Adore походил на стареющую голливудскую суперзвезду» — спустя годы сказал Корган в интервью журналу Q — «Ей 55 лет, и она уже трижды делала подтяжку лица. Однажды она смотрится в зеркало и внезапно понимает, что былая энергия её больше недоступна. Эта запись была о том, как умирают мечты».

## Список композиций
Слова и музыка всех песен — написаны Билли Корганом.
| №   | Название                            | Длительность |
| --- | ----------------------------------- | ------------ |
| 1.  | «To Sheila»                         | 4:46         |
| 2.  | «Ava Adore»                         | 4:21         |
| 3.  | «Perfect»                           | 3:23         |
| 4.  | «Daphne Descends»                   | 4:39         |
| 5.  | «Once Upon a Time»                  | 4:06         |
| 6.  | «Tear»                              | 5:53         |
| 7.  | «Crestfallen»                       | 4:09         |
| 8.  | «Appels + Oranjes»                  | 3:35         |
| 9.  | «Pug»                               | 4:47         |
| 10. | «The Tale of Dusty and Pistol Pete» | 4:35         |
| 11. | «Annie-Dog»                         | 3:38         |
| 12. | «Shame»                             | 6:40         |
| 13. | «Behold! The Night Mare»            | 5:13         |
| 14. | «For Martha»                        | 8:18         |
| 15. | «Blank Page»                        | 4:58         |
| 16. | «17» (кроме винилового издания)     | 0:17         |

| №   | Название                                   | Длительность |
| --- | ------------------------------------------ | ------------ |
| 16. | «Once In A While» ("17" moves to track 17) | 3:33         |

### Переиздание, CD/DVD (2014)
В рамках проекта переиздания фирмами Virgin/Universal Music музыкального каталога группы было выпущено специальное издание альбома, которое поступило в продажу 23 сентября 2014 года. Издание состоит из оригинального альбома (с ремастерингом всего материала) и 91-го бонус-трека из ранее неизданных вещей, демозаписей и альтернативных версий песен, записанных в эпоху Adore. Это переиздание вышло в пяти форматах: бокс-сет, включающий все 107 треков, цифровое делюкс-издание с 74 бонус-треками, а также версии на одном CD и двух грампластинках, содержащие только ремастеринг оригинального альбома в стереоформате Цифровая версия была выпущена 3 октября 2014 года.
Ремастерингом записи занимался Боб Людвиг, работа включала в себя моно- и стереоверсии оригинального альбома. Корган сообщил, что эти новые версии содержат элементы из оригинальных сессий, которые были сохранены в цифровом виде, но никогда не использовались, в том числе часть работы, проделанной Боном Харрисом.
В полный комплект также входит DVD с записью концерта в Fox Theater (Атланта, штат Джорджия), который состоялся 4 августа 1998 года.
| №   | Название                            | Длительность |
| --- | ----------------------------------- | ------------ |
| 1.  | «To Sheila»                         | 4:40         |
| 2.  | «Ava Adore»                         | 4:30         |
| 3.  | «Perfect»                           | 3:22         |
| 4.  | «Daphne Descends»                   | 4:39         |
| 5.  | «Once Upon a Time»                  | 4:04         |
| 6.  | «Tear»                              | 5:52         |
| 7.  | «Crestfallen»                       | 3:57         |
| 8.  | «Appels + Oranjes»                  | 3:35         |
| 9.  | «Pug»                               | 4:54         |
| 10. | «The Tale of Dusty and Pistol Pete» | 4:35         |
| 11. | «Annie-Dog»                         | 3:38         |
| 12. | «Shame»                             | 6:38         |
| 13. | «Behold! The Night Mare»            | 5:12         |
| 14. | «For Martha»                        | 8:16         |
| 15. | «Blank Page»                        | 4:51         |
| 16. | «17»                                | 0:19         |

| №   | Название                            | Длительность |
| --- | ----------------------------------- | ------------ |
| 1.  | «To Sheila»                         | 4:39         |
| 2.  | «Ava Adore»                         | 4:24         |
| 3.  | «Perfect»                           | 3:29         |
| 4.  | «Daphne Descends»                   | 4:43         |
| 5.  | «Once Upon a Time»                  | 4:06         |
| 6.  | «Tear»                              | 5:51         |
| 7.  | «Crestfallen»                       | 3:56         |
| 8.  | «Appels + Oranjes»                  | 3:39         |
| 9.  | «Pug»                               | 4:48         |
| 10. | «The Tale of Dusty and Pistol Pete» | 4:33         |
| 11. | «Annie-Dog»                         | 3:39         |
| 12. | «Shame»                             | 6:39         |
| 13. | «Behold! The Night Mare»            | 5:12         |
| 14. | «For Martha»                        | 7:07         |
| 15. | «Blank Page»                        | 4:50         |

| №   | Название                                                                  | Длительность |
| --- | ------------------------------------------------------------------------- | ------------ |
| 1.  | «Blissed and Gone» (Sadlands demo)                                        | 4:17         |
| 2.  | «Christmastime» (Sadlands demo)                                           | 3:27         |
| 3.  | «My Mistake» (Sadlands demo)                                              | 4:50         |
| 4.  | «Sparrow» (Sadlands demo)                                                 | 2:55         |
| 5.  | «Valentine» (Sadlands demo)                                               | 4:22         |
| 6.  | «The Tale of Dusty and Pistol Pete» (Sadlands demo)                       | 5:23         |
| 7.  | «What If?» (Alternate version of «Appels + Oranjes» / Streeterville demo) | 3:27         |
| 8.  | «Chewing Gum» (CRC demo)                                                  | 3:00         |
| 9.  | «The Tale of Dusty and Pistol Pete» (CRC demo)                            | 5:01         |
| 10. | «The Ethers Tragic» (CRC demo/2014 mix – Instrumental)                    | 2:49         |
| 11. | «The Guns of Love Disastrous» (CRC demo/2014 mix – Instrumental)          | 2:03         |
| 12. | «Annie-Dog» (CRC demo/Take 10)                                            | 3:25         |
| 13. | «Once in a While» (CRC demo/2014 mix)                                     | 3:34         |
| 14. | «Do You Close Your Eyes When You Kiss Me?» (CRC demo)                     | 3:07         |
| 15. | «For Martha» (CRC demo/Take 1)                                            | 7:19         |
| 16. | «My Mistake» (CRC demo/Take 1)                                            | 4:00         |
| 17. | «Blessed and Gone» (CRC demo)                                             | 3:29         |
| 18. | «For Martha» (CRC demo/Take 2 – Instrumental)                             | 5:39         |

| №   | Название                                                | Длительность |
| --- | ------------------------------------------------------- | ------------ |
| 1.  | «For Martha» (Symphonic Snippet – Instrumental)         | 2:40         |
| 2.  | «Crestfallen» (Matt Walker 2014 «Reimagined» version)   | 3:39         |
| 3.  | «To Sheila» (Early Banjo version)                       | 4:24         |
| 4.  | «Ava Adore» (Puffy Combs 1998 remix)                    | 4:37         |
| 5.  | «O Rio» (Sadlands Demo – Instrumental)                  | 2:28         |
| 6.  | «Waiting»                                               | 3:49         |
| 7.  | «Once Upon a Time» (Sadlands demo)                      | 4:20         |
| 8.  | «Eye» (2014 mix)                                        | 4:54         |
| 9.  | «Saturnine» (Piano and voice version)                   | 3:47         |
| 10. | «Cash Car Star» (Matt Walker 2014 «Reimagined» version) | 4:00         |
| 11. | «Pug» (Matt Walker 2014 «Reimagined» version)           | 4:35         |
| 12. | «Perfect» (No strings version)                          | 3:24         |
| 13. | «It's Alright» (Instrumental)                           | 4:20         |
| 14. | «Czarina» (Take 1)                                      | 3:57         |
| 15. | «Indecision» (Sadlands demo)                            | 2:43         |
| 16. | «Blank Page» (Early version)                            | 4:57         |

| №   | Название                                                  | Автор(ы)  | Длительность |
| --- | --------------------------------------------------------- | --------- | ------------ |
| 1.  | «Let Me Give the World to You» (Rick Rubin/Adore version) |           | 4:19         |
| 2.  | «Tear» (from digital transfer)                            |           | 5:52         |
| 3.  | «Cross»                                                   |           | 4:53         |
| 4.  | «Because You Are»                                         |           | 3:51         |
| 5.  | «Jersey Shore» (Sadlands demo)                            |           | 3:41         |
| 6.  | «Shame» (Take 1)                                          |           | 4:54         |
| 7.  | «Summer» (Instrumental)                                   | James Iha | 3:08         |
| 8.  | «Blissed and Gone» (Drone version)                        |           | 5:11         |
| 9.  | «Heaven» (Sadlands demo – Instrumental)                   |           | 4:02         |
| 10. | «Daphne Descends» (Matt Walker 2014 «Reimagined» version) |           | 5:06         |
| 11. | «Saturnine» (Matt Walker 2014 «Reimagined» version)       |           | 3:57         |
| 12. | «Behold! The Night Mare» (Alternate vocal)                |           | 4:59         |
| 13. | «Perfect» (Acoustic demo)                                 |           | 3:18         |
| 14. | «Do You Close Your Eyes?»                                 |           | 4:22         |
| 15. | «The Beginning Is The End Is The Beginning»               |           | 5:00         |

| №   | Название                                                       | Длительность |
| --- | -------------------------------------------------------------- | ------------ |
| 1.  | «Ava Adore» (Live/São Paulo session)                           | 4:47         |
| 2.  | «Daphne Descends» (Live/São Paulo session)                     | 4:27         |
| 3.  | «The Tale of Dusty and Pistol Pete» (Live/São Paulo session)   | 4:42         |
| 4.  | «Tear» (Live/São Paulo session)                                | 7:01         |
| 5.  | «Shame» (Live Mancow's Morning Madhouse session, Chicago)      | 4:19         |
| 6.  | «Blank Page» (Live Mancow's Morning Madhouse session, Chicago) | 7:52         |
| 7.  | «To Sheila» (Live at Ryman Auditorium, Nashville)              | 7:16         |
| 8.  | «Money (That's What I Want)» (Live at Dodger Stadium, LA)      | 3:30         |
| 9.  | «X.Y.U. Medley» (Live at Dodger Stadium, LA)                   | 11:19        |
| 10. | «Transmission» (Live at rehearsals, Chicago)                   | 12:51        |

| №   | Название                            | Длительность |
| --- | ----------------------------------- | ------------ |
| 1.  | «To Sheila»                         | 7:11         |
| 2.  | «Behold! The Night Mare»            | 5:16         |
| 3.  | «Pug»                               | 5:06         |
| 4.  | «Crestfallen»                       | 4:30         |
| 5.  | «Ava Adore»                         | 5:41         |
| 6.  | «Tear»                              | 9:59         |
| 7.  | «Annie-Dog»                         | 4:27         |
| 8.  | «Perfect»                           | 3:35         |
| 9.  | «Thru the Eyes of Ruby»             | 10:15        |
| 10. | «Tonight, Tonight»                  | 4:19         |
| 11. | «Once Upon a Time»                  | 4:37         |
| 12. | «The Tale of Dusty and Pistol Pete» | 10:20        |
| 13. | «Bullet with Butterfly Wings»       | 5:30         |
| 14. | «Shame»                             | 9:17         |
| 15. | «For Martha»                        | 8:25         |
| 16. | «Blank Page»                        | 9:48         |
| 17. | «Transmission»                      | 25:52        |

## Участники записи
| The Smashing Pumpkins - Билли Корган — вокал, гитара, фортепиано, клавишные, продюсирование, микширование, художественное оформление и дизайн - Джеймс Иха — гитара, бэк-вокал - Д’арси Рецки — бас-гитара Приглашённые музыканты - Мэтт Уокер — ударные на «To Sheila», «Ava Adore», «Daphne Descends», «Tear», «The Tale of Dusty and Pistol Pete», «Annie-Dog» и «Behold! The Night Mare» - Мэтт Кэмерон — ударные на «For Martha» - Джоуи Уоронкер — ударные на «Perfect», доп. ударные на «Once Upon a Time» and «Pug» - Деннис Флемион — доп. вокал на «To Sheila» и «Behold! The Night Mare» - Джимми Флемион — доп. вокал на «To Sheila» и «Behold! The Night Mare» - Бон Харрис — доп. музыкальное программирование на треках 2, 3, 4, 5, 7, 8, 9, и 13; доп. вокал на «For Martha» - Брэд Вуд — доп. продюсер и звукоинженер на треках 1, 2, 4, 6, 13, и 15, доп. вокал на «Behold! The Night Mare», орган на «Blank Page» | Технический персонал - Робби Адамс — звукоинженер, микширование - Крис Брикли — ассистент - Марк «Флад» Эллис — доп. продюсер, микширование - Эрик Гриди — ассистент (микширование) - Стив Джонсон — ассистент (запись) - Рон Лоу — ассистент (запись) - Джей Николас — ассистент (микширование) - Фрэнк Олински — оформление и дизайн - Нил Перри — зукоинженер, микширование - Мэтт Прок — ассистент (запись) - Крис Шепард — звукоинженер - Джейми Сигел — ассистент (микширование) - Бьорн Торсруд — цифровой монтаж, звукоинженер - Эд Тинли — ассистент (запись) - Энди Ван Детте — цифровой монтаж и компиляция - Джефф Вереб — ассистент (запись) - Хауи Вайнбер — мастеринг - Говард Си. Уиллинг — звукоинженер, ассистент (микширование) - Джон Видрикс — ассистент (микширование) - Елена Емчук — фотографии, худ. оформление и дизайн |

## Хит-парады
| Чарт (1998)                         | Высшая позиция |
| ----------------------------------- | -------------- |
| Австралия (ARIA)                    | 1              |
| Австрия (Ö3 Austria)                | 7              |
| Бельгия/Валлония (Ultratop)         | 8              |
| Бельгия/Фландрия (Ultratop)         | 1              |
| Великобритания (UK Albums Chart)    | 5              |
| Германия (Offizielle Top 100)       | 3              |
| Европейский союз (European Top 100) | 1              |
| Ирландия (IRMA)                     | 1              |
| Италия (FIMI)                       | 5              |
| Канада (Canadian Albums Chart)      | 2              |
| Нидерланды (Album Top 100)          | 5              |
| Новая Зеландия (RMNZ)               | 1              |
| Норвегия (VG-lista)                 | 1              |
| США (Billboard 200)                 | 2              |
| Финляндия (Suomen virallinen lista) | 5              |
| Франция (SNEP)                      | 1              |
| Швеция (Sverigetopplistan)          | 4              |
| Швейцария (Schweizer Hitparade)     | 13             |
| Шотландия (Scottish Albums Chart)   | 5              |

| Чарт (1998)                   | Позиция |
| ----------------------------- | ------- |
| Австралия (ARIA)              | 47      |
| Германия (Offizielle Top 100) | 36      |
| США (Billboard 200)           | 86      |

| Регион | Сертификация  | Продажи    |
| --- | ------------- | ---------- |
| Австралия (ARIA) | Платиновый    | 70 000^    |
| Канада (Music Canada) | 2× Платиновый | 200 000^   |
| Дания (IFPI Danmark) | Золотой       | 25 000^    |
| Франция (SNEP) | Золотой       | 198 300    |
| Япония (RIAJ) | Золотой       | 100 000^   |
| Новая Зеландия (RMNZ) | Платиновый    | 15 000^    |
| Норвегия (IFPI Norway)                                                                                                   | Золотой       | 25 000*    |
| Испания (PROMUSICAE) | Золотой       | 50 000^    |
| Великобритания (BPI) | Золотой       | 100 000^   |
| США (RIAA) | Платиновый    | 1 000 000^ |
| * Данные о продажах приведены только на основе сертификации. ^ Данные о тиражах приведены только на основе сертификации. |               |            |